# Gammelgarns kyrka
Gammelgarns kyrka är en kyrkobyggnad i Gammelgarns socken på Gotland. Den tillhör Östergarns församling i Visby stift. Kyrkan ligger 4,5 mil sydost om Visby och 4,4 km sydväst om Katthammarsvik på Gotland.

## Kyrkobyggnaden
Gammelgarns kyrka och kyrkogård omgärdas av en kallmur med en bred gotisk stiglucka i väster. Kyrkan, som är uppförd i kalksten, består av ett rektangulärt långhus, ett smalare rakt avslutat kor i öster, en något smalare förhall i väster och en sakristia i norr. I väster ett spånklätt klocktorn, byggt i form av en takryttare. Kor och långhus är i höggotisk stil från 1300-talet, den västra delen, förutom takryttaren, härrör från den ursprungliga romanska kyrkan. 
Sydportalens kapitälband är rikt skulpterade med bibliska motiv hämtade ur början av Första Mosebok. Överst på portalen två skulpterade huvuden härstammande från den romanska tiden. Nuvarande korportal var sydportal i den romanska kyrkan. En ingång finns även från norra sidan, belägen i höjd med takryttaren.  
Invändigt möter ett höggotiskt kyrkorum. En slank mittpelare bär upp fyra höga kryssvalv. Långhuset ansluter till kor och förhall medelst breda spetsbågiga öppningar. I koret ett värdefullt altarskåp från 1300-talets mitt. I korgolvet finns en gravsten med runinskrift minnande om en kvinna vid namn Hallvi. Till vänster en medeltida dopfunt och till höger en predikstol från slutet av 1600-talet. I ett rum i takryttaren förvaras ristningar.

## Historik
Av den äldsta kyrkan återstår inga lämningar, men sannolikt byggdes här en liten träkyrka vid tiohundratalets slut eller 1100-talets början. Invid denna restes under 1100-talets sista fjärdedel en kastal i sten. Senare, under 1200-talets första fjärdedel, påbörjades en romansk kyrka i tuktad kalksten. Först uppfördes ett kort långhus och ett smalare, förmodligen rakt avslutat kor. Bygget fortsatte sedan med ett fyrvälvt långhus i tidig gotisk stil.
Under 1300-talets andra fjärdedel började en ny större kyrka anläggas. Först byggdes ett nytt kor och en sakristia samt möjligen östra delen av nuvarande långhuset och dess södra fönster. I nästa etapp revs gamla långhusets östligaste del liksom de fyra valven och mittpelaren. Slutligen färdigställdes det nya större långhuset. I väster en förhall, en rest från den äldre romanska kyrkan. Sydportalen utfördes av en stenmästare och skulptör, som var verksam på Gotland under 1300-talets första hälft och kallas, efter ett förslag från konsthistoriker Johnny Roosval, "Egypticus". I portalens kapitälband skildrar han Adam och Eva i Edens lustgård, syndafallet, utdrivningen ur lustgården, Adam & Eva i arbete, Kains mord på Abel och Noas ark.
På långhusets norra mur skapade Passionsmästaren vid mitten av 1400-talet en svit kalkmålningar. Under senmedeltiden skadades dock dessa, och även kryssvalven, i en brand.
Vid slutet av 1600-talet fick kyrkan en predikstol, sannolikt skapad av snickarmästaren Jochim Sterling från Visby. Under 1600- och 1700-talen gjordes dekor i svart runt fönster och i valv. År 1752 sänktes kortaket och 1755 höjdes västra partiets murar och i väster restes den kraftiga, spånade takryttaren. På 1760-talet ställdes ett "torn"rum i ordning, vilket målades 1768 av Magnus Möller, liksom också kyrkbänkarna, korbänken och en väggskärm i kyrkan. I södra långhusmuren höggs tre smala fönsteröppningar upp och i korets östvägg lika många.
År 1956–1958 gjordes en omfattande restaurering efter ett förslag av arkitekterna Erik Fant och Olle Karth. Bland annat rekonstruerades kyrkans mittkolonn och de ribblösa kryssvalven. Även fragment från 1400-talets kalkmålningssvit togs fram, medan kvadermålningarna och valvstrålarna från 1700-talet överkalkades.
I november år 2000 stängdes kyrkan för en ny inre renovering och restaurering. De medeltida målningsfragmenten på norra väggen rengjordes, delar av dekoren från 1600- och 1700-talet rekonstruerades, övriga väggdelar rengjordes och vitkalkades. Slutligen fyllde man i 1700-talets kvadermålningar och valvstrålar. Annandag pingst år 2001 återinvigdes kyrkan av biskop Björn Fjärstedt.
Kastalen har renoverats i omgångar, senast 2005–2006.

## Inventarier
- Altarskåp från mitten av 1300-talet.[3]
- Dopfunt från 1200-talets mitt med cuppa från 1300-talet.[3]
- Predikstol från 1670–1690 av Jochim Sterling, Visby.[3]
- Herrskapsbänk från 1768

## Orgel
Kyrkans första piporgel tillkom 1965 och är byggd av John Grönvall Orgelbyggeri. Den har fem stämmor och verk med slejflådor och mekanisk traktur.

### Disposition
| Manual          | Pedal      | Koppel    |
| Gedackt 8’      | Subbas 16’ | Man./ped. |
| Principal 4’    |            |           |
| Rörflöjt 4’     |            |           |
| Waldflöjt 2’    |            |           |
| Scharf II chor. |            |           |

## Kastal
Intill kyrkan står ett välbevarat fristående vakt- och försvarstorn, en så kallad kastal, som byggdes i sten under 1100-talets sista fjärdedel. Kastalen är fyrkantig (10 gånger 9 meter) och 13 meter hög.

## Galleri

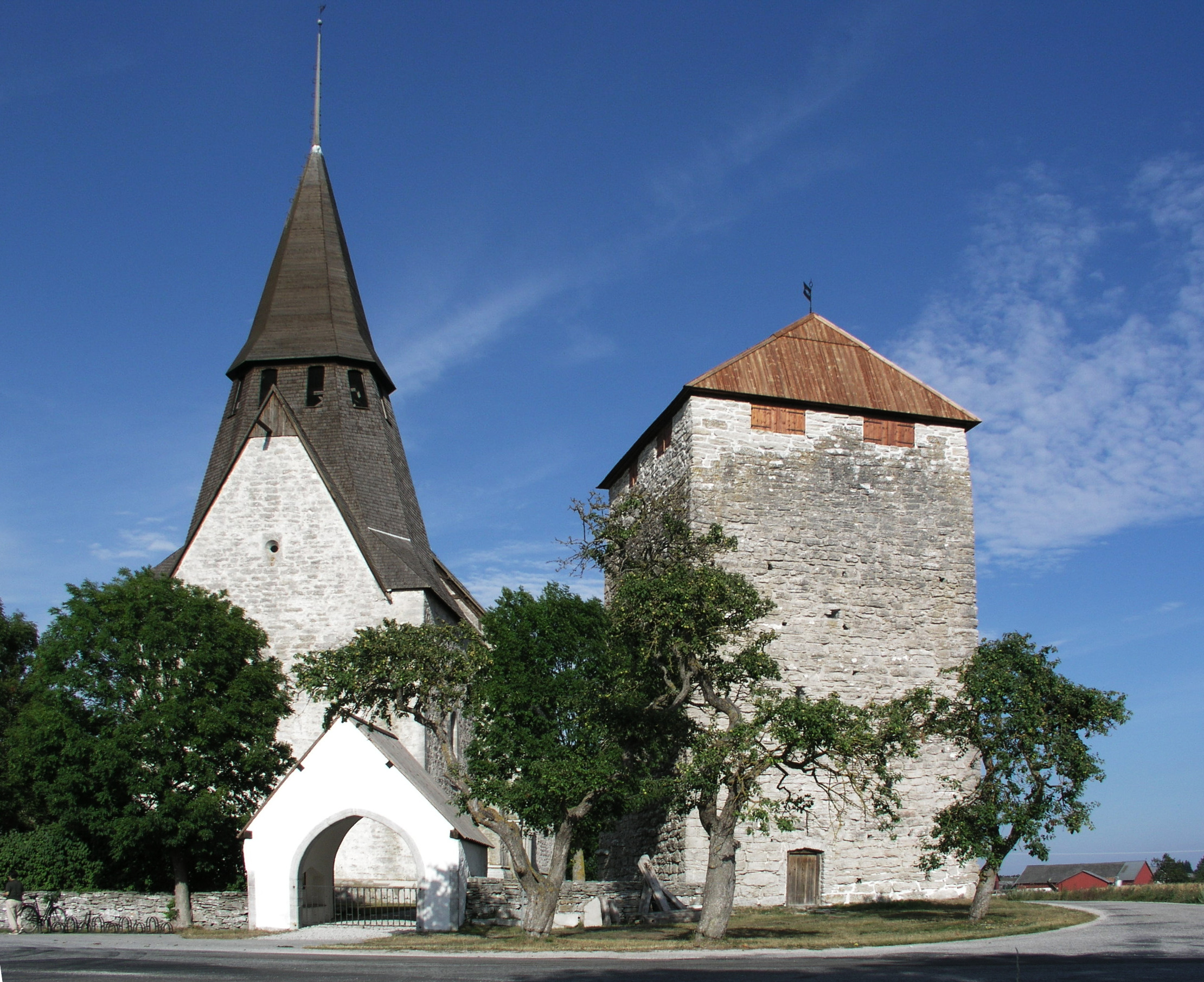
Kyrkan och kastalen
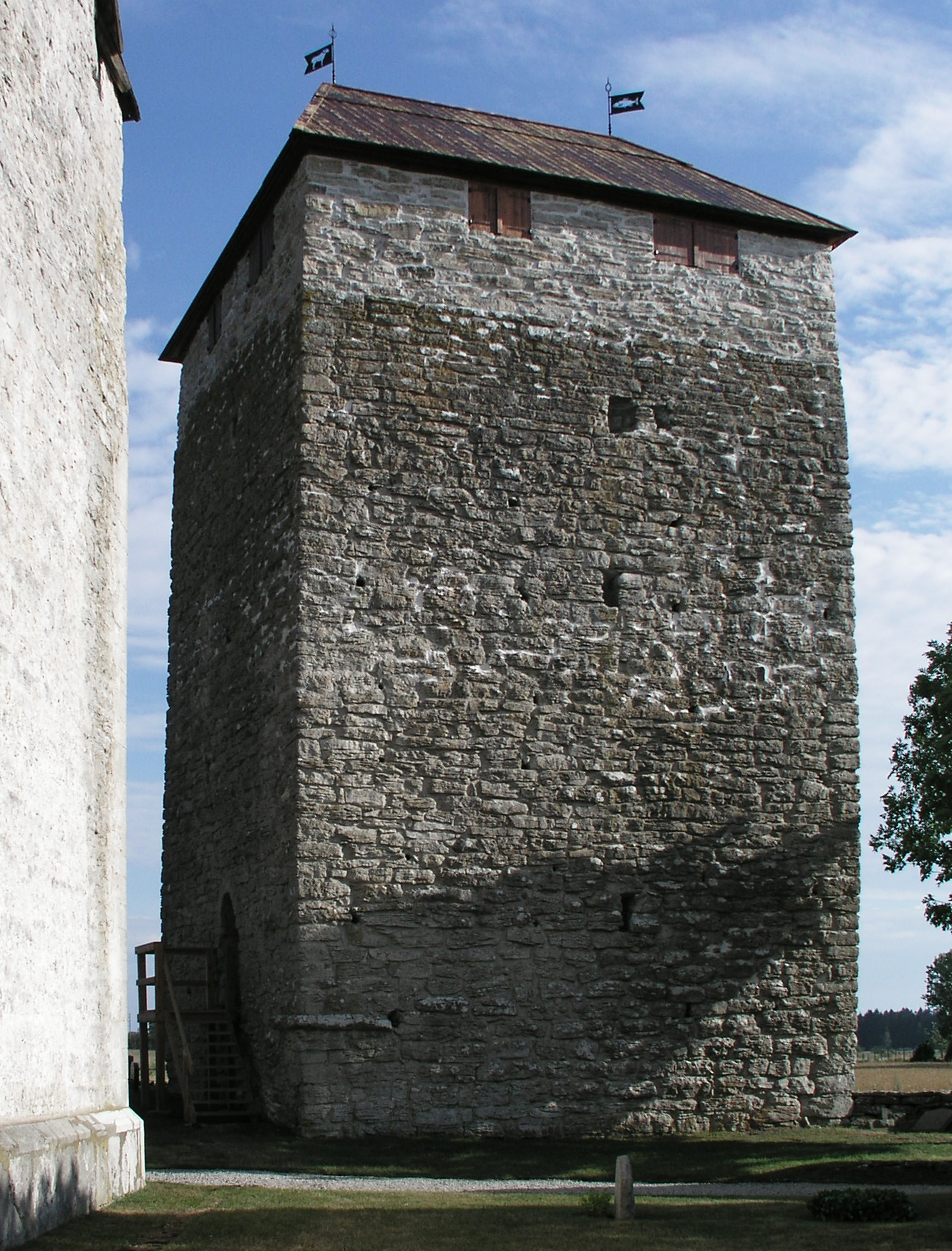
Kastalen
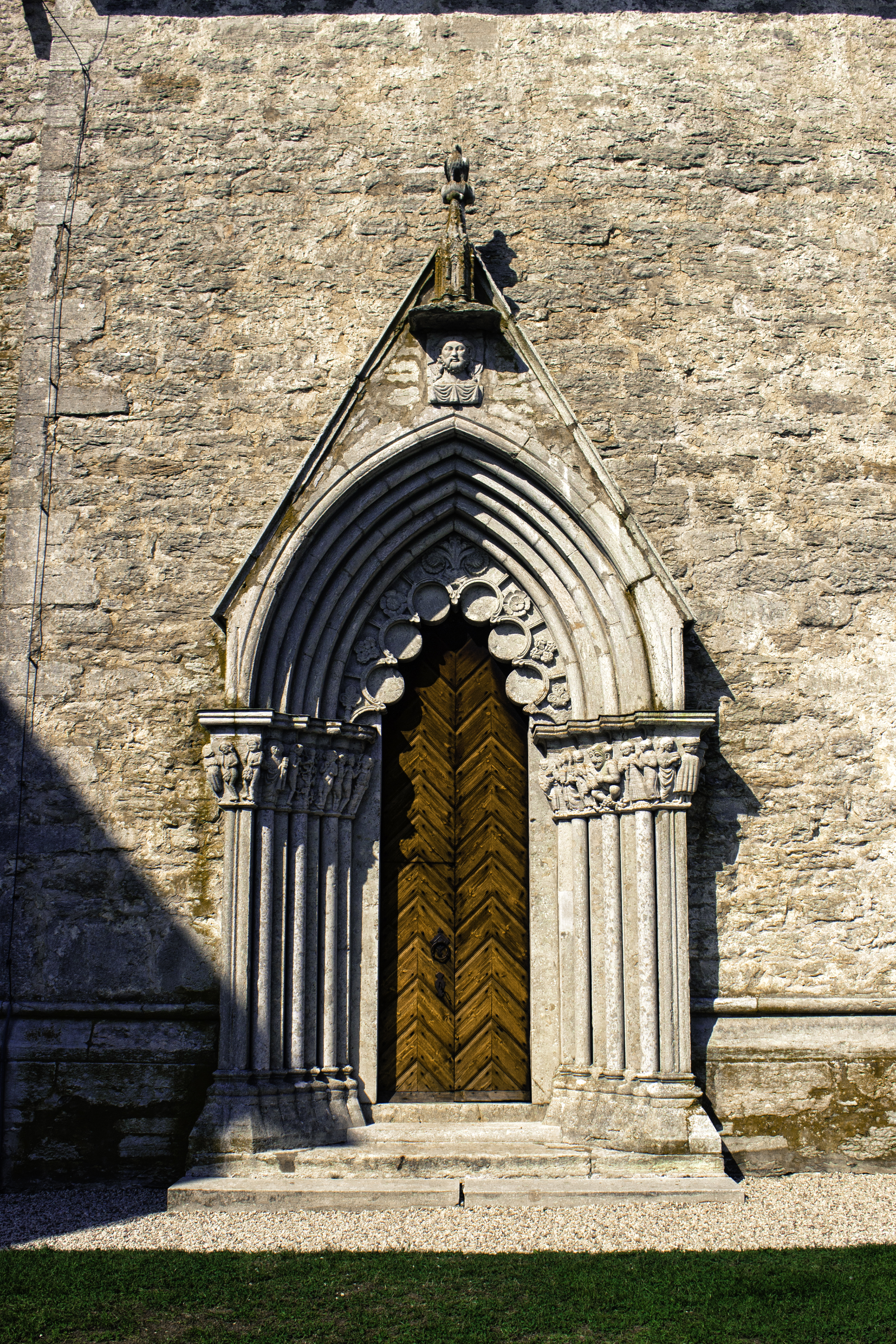
Sydportalen
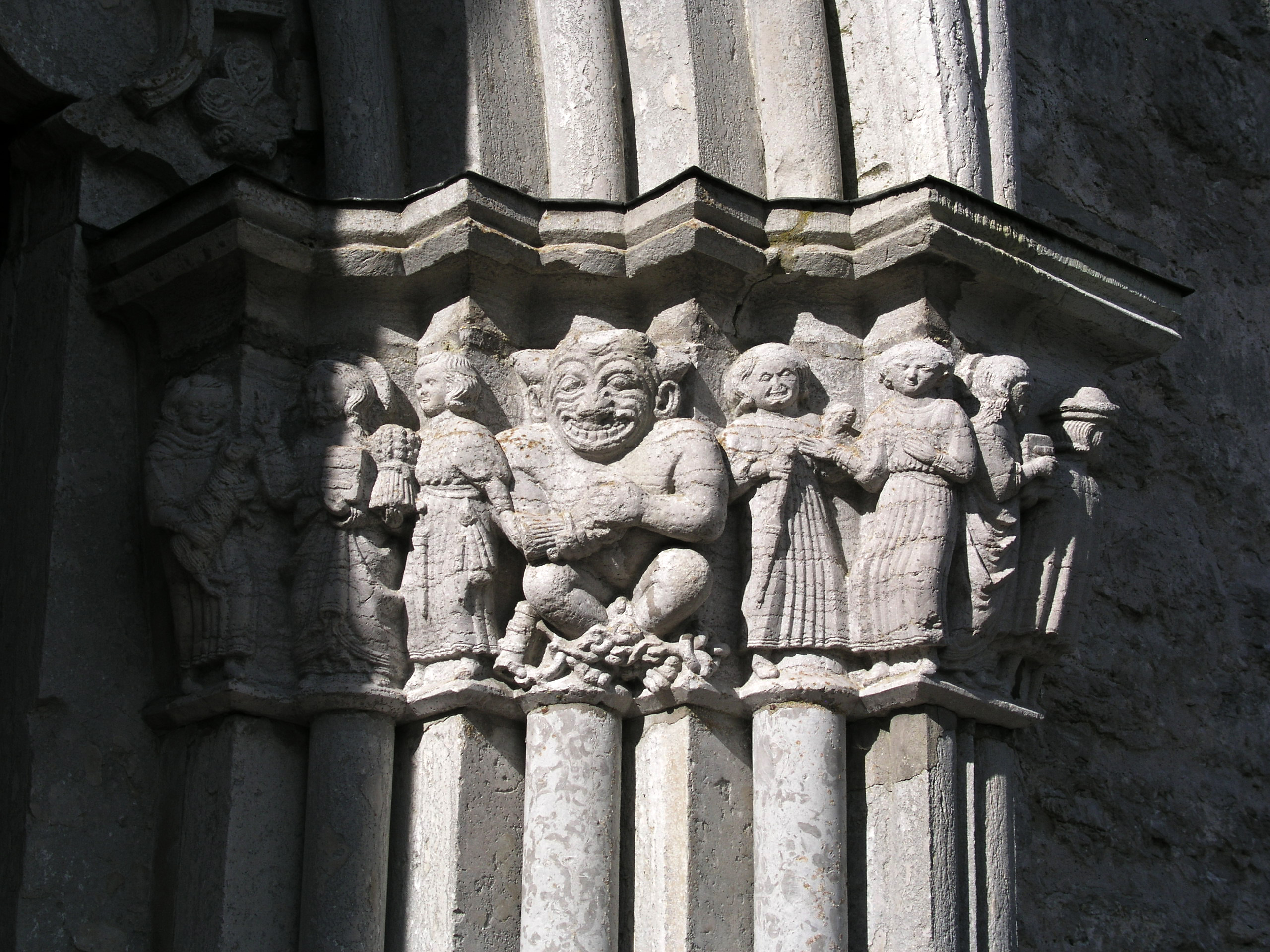
Portalen, av mästaren Egypticus
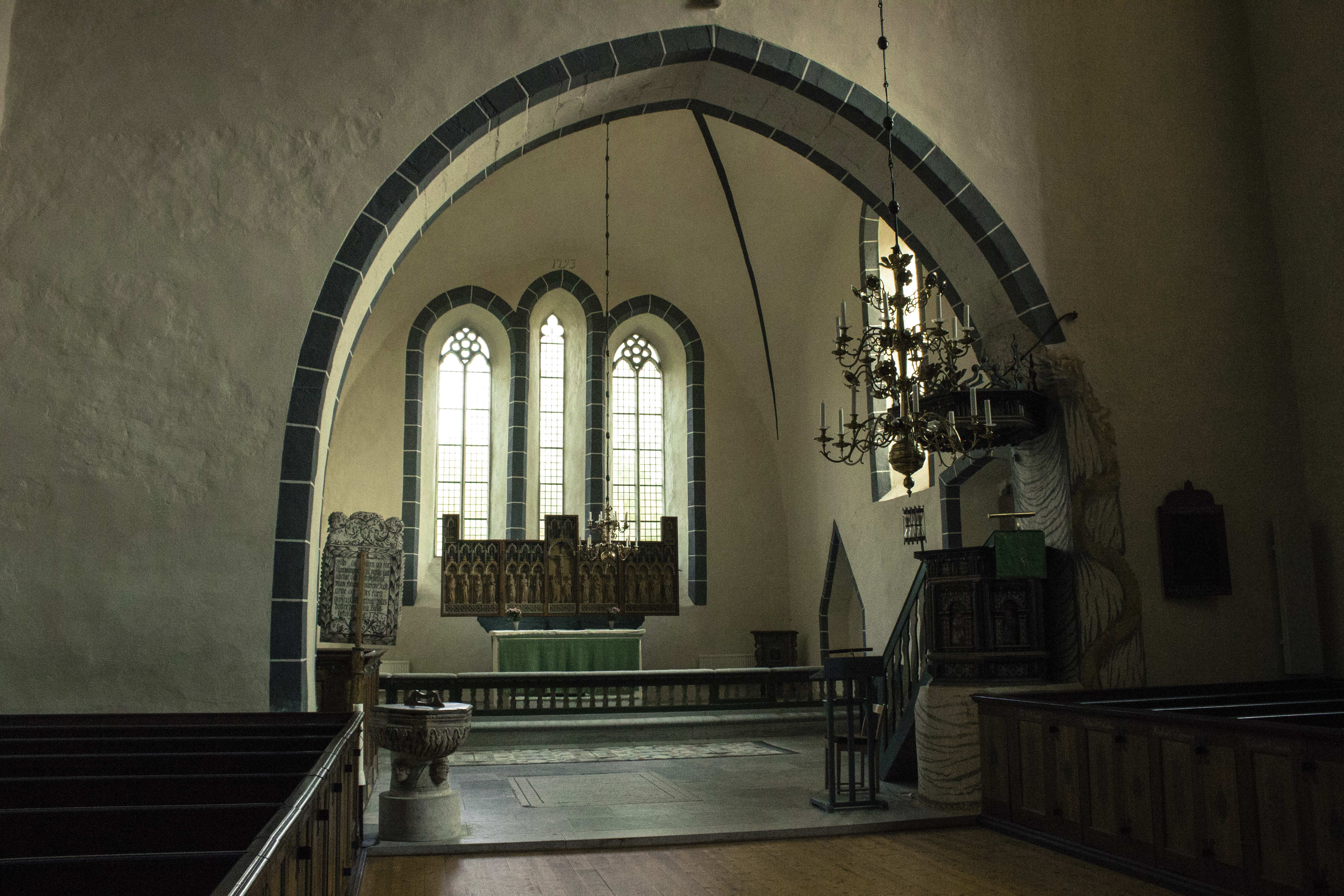
Interiör mot öster
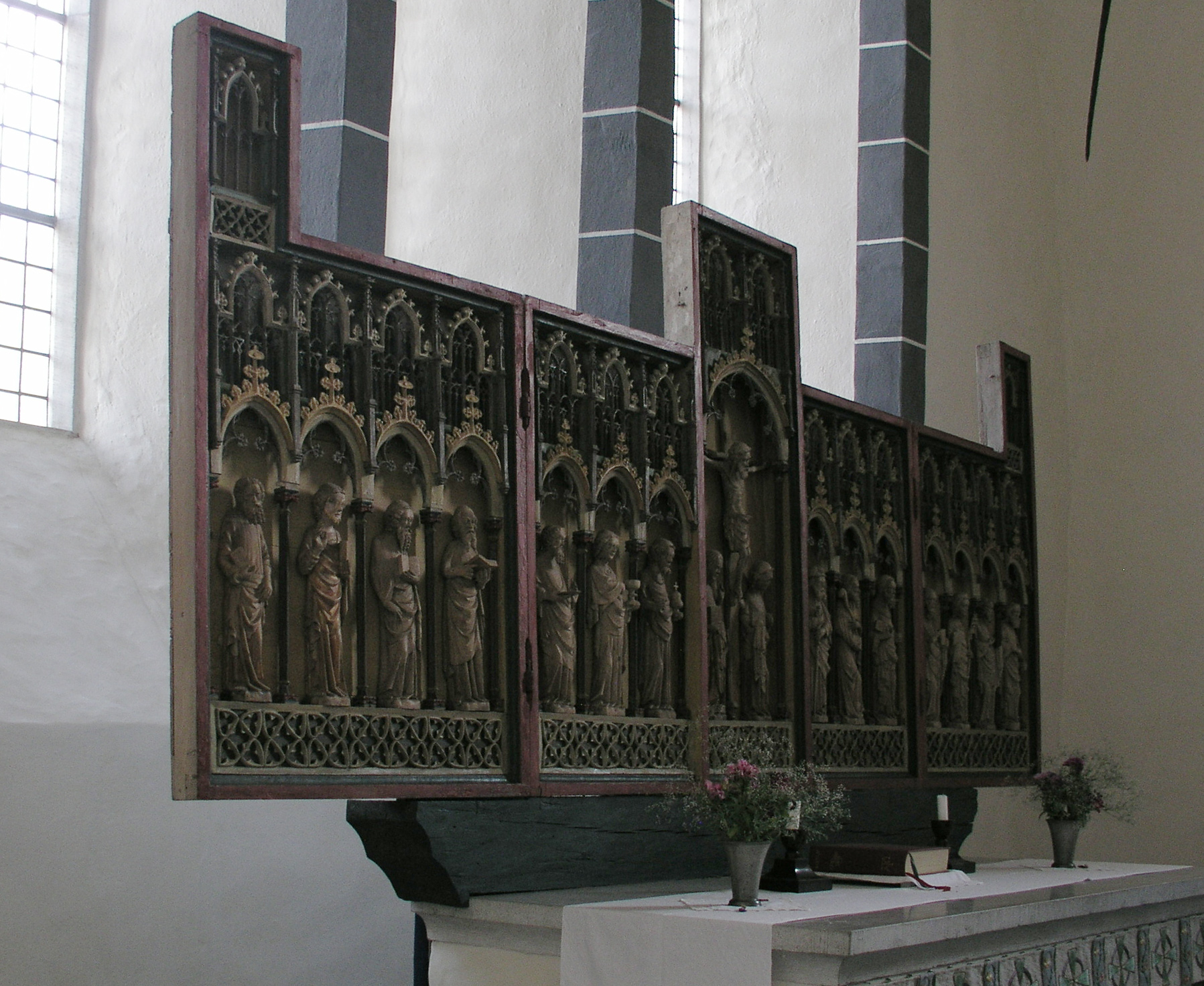
Altaret, från mitten av 1300-talet
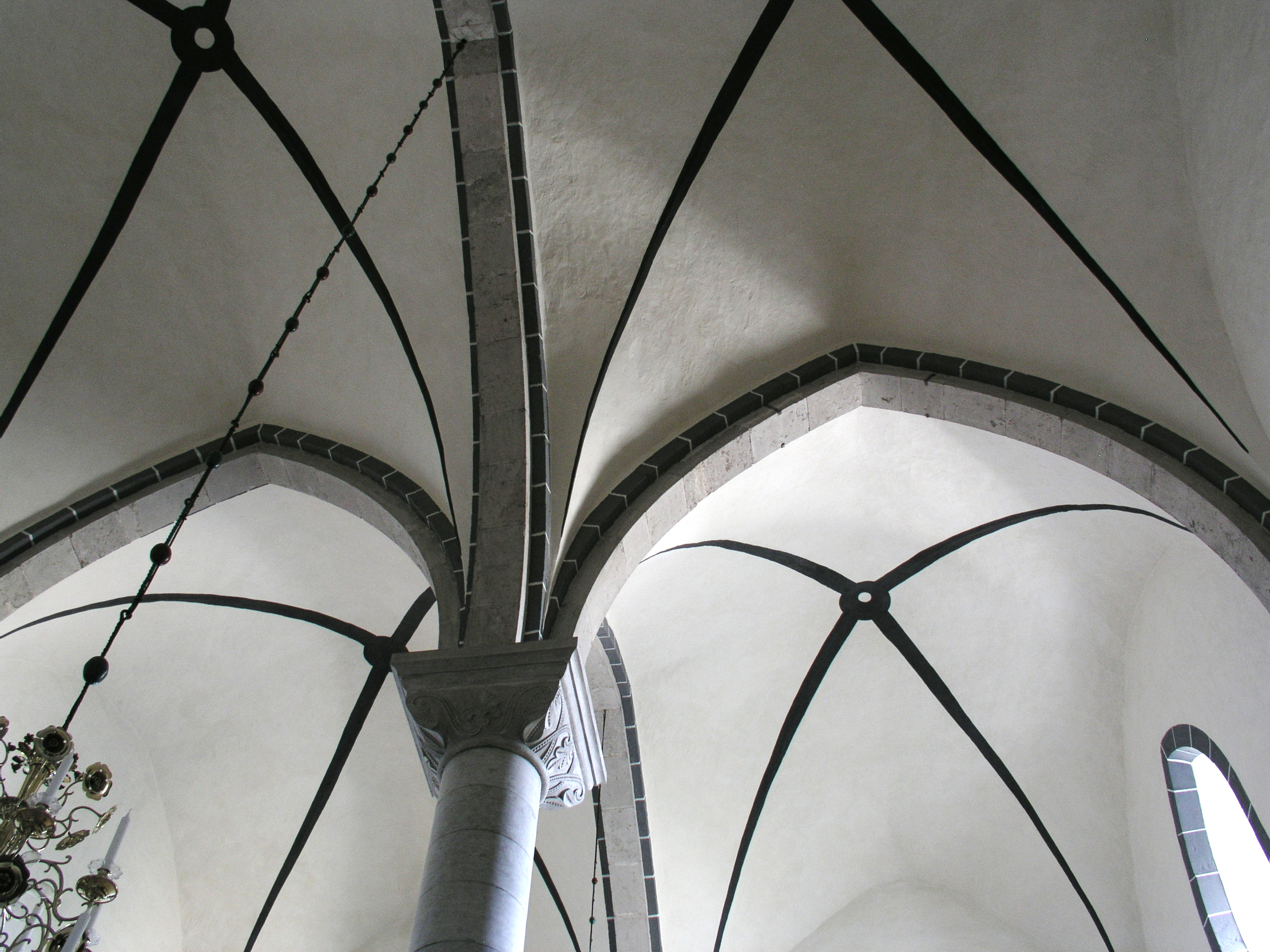
Ribblösa kryssvalv
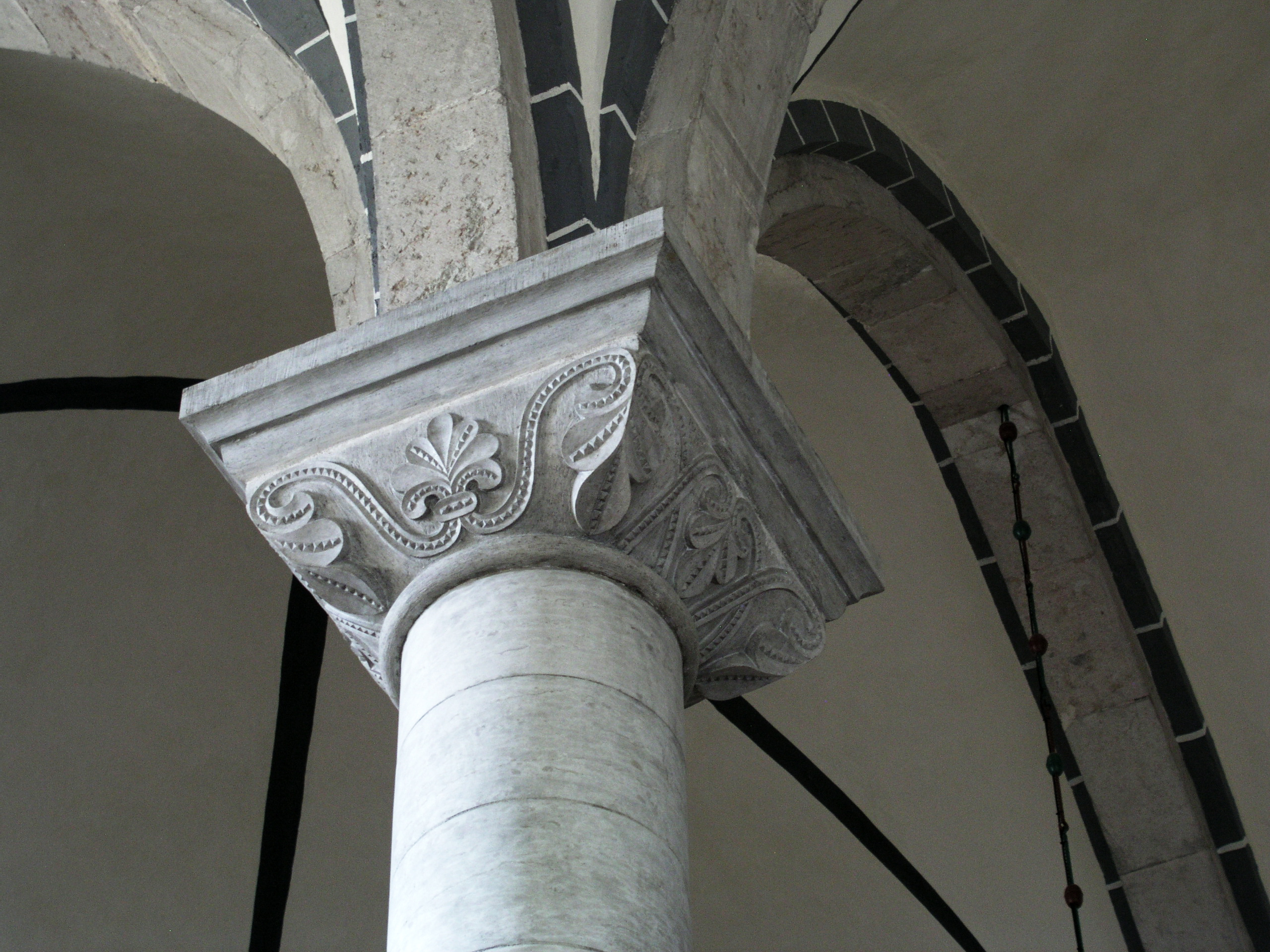
Kapitäl
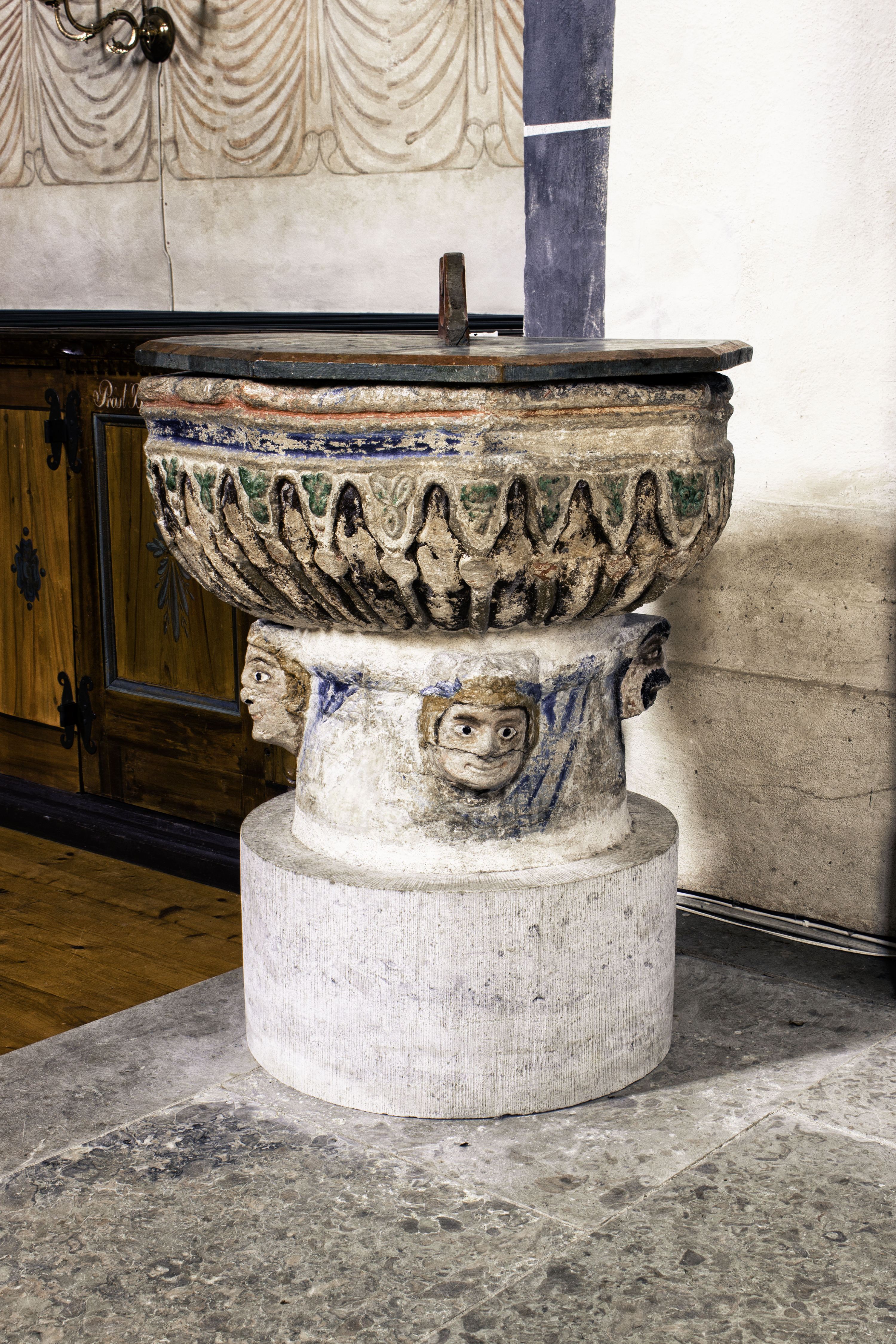
Dopfunt
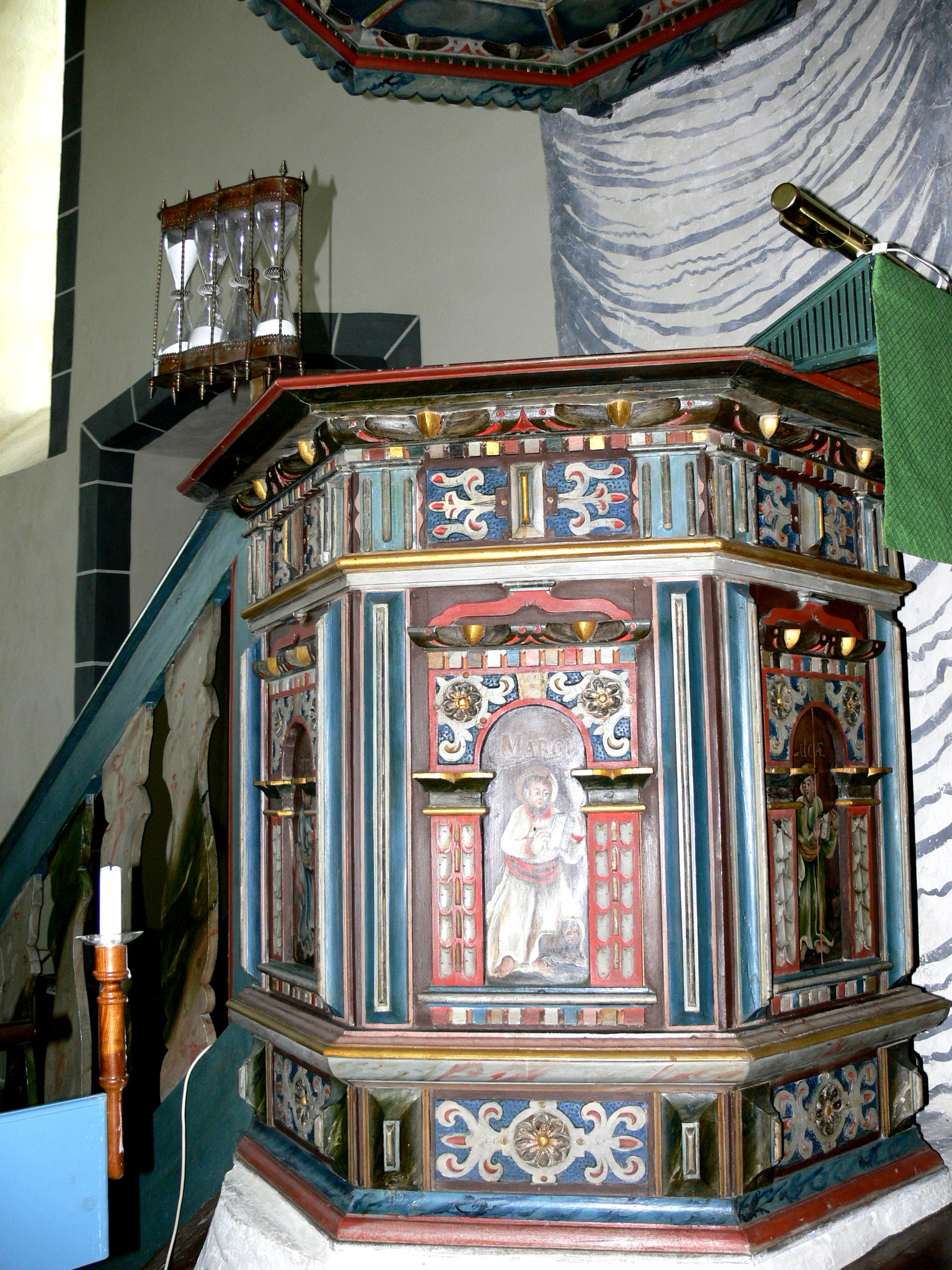
Predikstol
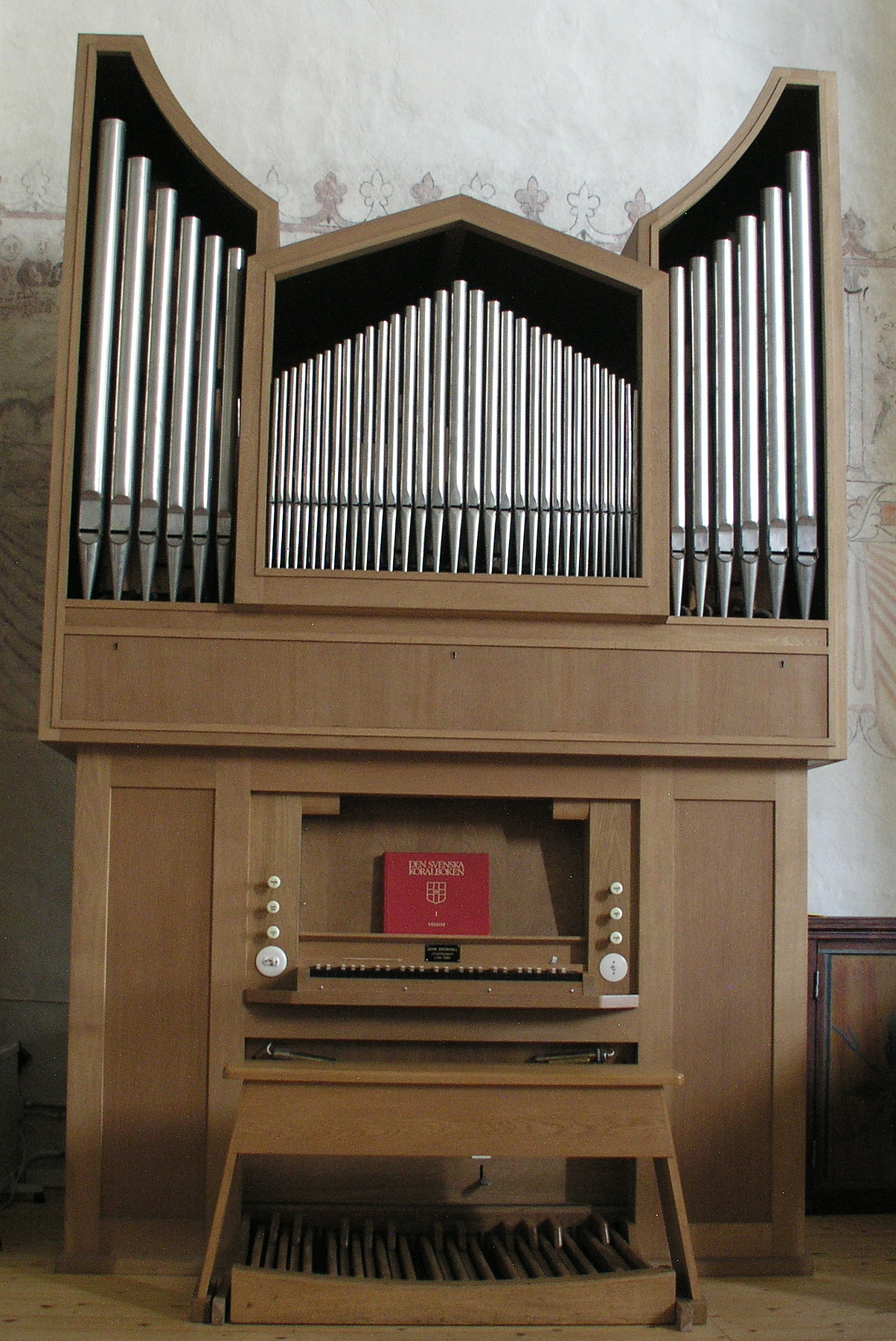
Piporgel